# نجد الحنش (السياني)

تعديل مصدري - تعديل

نجد الحنش محلة تابعة لقرية السريح، التابعة لعزلة الهادس بمديرية السياني إحدى مديريات محافظة إب في الجمهورية اليمنية.، بلغ تعداد سكانها 90 حسب تعداد اليمن لعام 2004.